# Azurduy
Azurduy é uma cidade da Bolívia capital da província de Juana Azurduy de Padilla, no departamento de Chuquisaca. Está localizada a 320 km de Sucre.
A população é de origem guarani e quechua. A festividade mais importante se realiza em 2 de fevereiro, em homenagem à virgem da Candelária.
- latitude: 20° 6' 0 Sul
- longitude: 64° 25' 0 Oeste
- altitude: 2.686 metros

## ligações externas
- fallingrain.com